# Calmels-et-le-Viala
Calmels-et-le-Viala är en kommun i departementet Aveyron i regionen Occitanien i södra Frankrike. Kommunen ligger  i kantonen Saint-Affrique som ligger i arrondissementet Millau. År 2022 hade Calmels-et-le-Viala 186 invånare.

## Befolkningsutveckling
Antalet invånare i kommunen Calmels-et-le-Viala
Referens: INSEE